# Paragomphus kiautai
Paragomphus kiautai – gatunek ważki z rodziny gadziogłówkowatych (Gomphidae).